# 1525 Savonlinna
1525 Savonlinna је астероид главног астероидног појаса са пречником од приближно 12,18 .
Афел астероида је на удаљености од 3,413 астрономских јединица (АЈ) од Сунца, а перихел на 1,975 АЈ.
Ексцентрицитет орбите износи 0,266, инклинација (нагиб) орбите у односу на раван еклиптике 5,868 степени, а орбитални период износи 1615,402 дана (4,422 године).
Апсолутна магнитуда астероида је 12,40 а геометријски албедо 0,130.
Астероид је откривен 18. септембра 1939. године.